# Abdul Mumin
Khalid Abdul Mumin Suleman (Ghana, 6 de junio de 1998), más conocido como Abdul Mumin, es un futbolista ghanés. Juega de defensa en el Rayo Vallecano de la Primera División de España.

## Trayectoria
Empezó su carrera en Ghana y formó parte de la academia de Right to Dream. En 2016 firmó por el F. C. Nordsjælland danés. Inicialmente era para jugar en el equipo sub-19, pero a los pocos días de su llegada ya debutó con el primer equipo. En 2018 fue cedido al HB Køge.
El 15 de agosto de 2020 firmó por el Vitória Sport Clube por cuatro temporadas. En las tres primeras disputó un total de 61 partidos.
El 1 de septiembre de 2022 fue traspasado al Rayo Vallecano, que competía en la Primera División de España, a cambio de 1,5 millones de euros por el 50% de sus derechos.
En la jornada 5 de la temporada 2024-2025 de La Liga EA Sports, transcurrida en septiembre, metió el tanto del empate contra el C.A Osasuna en Vallecas, gracias a este tanto recibió el galardón a Mejor gol del mes.

## Selección nacional
El 6 de junio de 2024 hizo su debut con la selección de Ghana en un encuentro de clasificación para el Mundial 2026 frente a Malí que ganaron por uno a dos.

## Clubes
| Club               | País      | Año       |
| ------------------ | --------- | --------- |
| F. C. Nordsjælland | Dinamarca | 2016-2020 |
| HB Køge            | Dinamarca | 2018      |
| Vitória S. C.      | Portugal  | 2020-2022 |
| Rayo Vallecano     | España    | 2022-act. |